# Binnert Anne Philip van Harinxma thoe Slooten
Binnert Anne Philip baron van Harinxma thoe Slooten ('s-Graveland, 2 december 1906 – 10 januari 1991) was een Nederlands politicus van de CHU.
Hij werd geboren als zoon van Douwe Jan Andries baron van Harinxma thoe Slooten (1869-1945) die toen burgemeester was van 's Graveland en Ankeveen. Zelf was hij volontair bij de gemeentesecretarie van Pijnacker voor hij in december 1939 benoemd werd tot burgemeester van Nederhorst den Berg. Midden 1943 werd hij ontslagen, waarna de NSB-burgemeester van Weesp tevens waarnemend burgemeester van Nederhorst den Berg werd. In mei 1945 keerde Van Harinxma thoe Slooten terug als burgemeester van Nederhorst den Berg wat hij zou blijven tot zijn pensionering in 1971. Hij overleed begin 1991 op 84-jarige leeftijd.